# Kosmos 2398
Kosmos 2398, ruski vojni navigacijski i komunikacijski satelit iz programa Kosmos. Vrste je Parus.
Lansiran je 4. lipnja 2003. godine u 19:23 s kozmodroma Pljesecka u Rusiji. Lansiran je u nisku orbitu oko planeta Zemlje raketom nosačem Kosmos-3M 11K65M. Orbita mu je 970 km u perigeju i 1014 km u apogeju. Orbitna inklinacija mu je 82,95°. Spacetrackov kataloški broj je 27818. COSPARova oznaka je 2003-023-A. Zemlju obilazi u 104,94 minute. Pri lansiranju bio je mase kg. 
Jedan dio se odvojio i u niskoj je orbiti oko Zemlje, a drugi se vratio u atmosferu.

## Vanjske poveznice
- N2YO.com Search Satellite Database
- Celes Trak SATCAT Format Documentation (engl.)
- Kunstman  Arhivirana inačica izvorne stranice od 12. kolovoza 2019. (Wayback Machine) Satellites in Orbit (engl.)